# Кайдановская, Зоя Александровна
Зо́я Алекса́ндровна Кайдано́вская (Си́монова-Кайдано́вская; род. 5 ноября 1976, Москва) — советская и российская актриса театра и кино, телеведущая. Заслуженная артистка Российской Федерации (2023).

## Биография
Родилась 5 ноября 1976 года в Москве. В 1999 году окончила факультет музыкального театра РАТИ (ГИТИС, мастерская проф. О. Кудряшова).
Работала в телевизионной программе «Умники и умницы». Служит в театре им. Маяковского. В 2008 году была номинирована на премию «Ника» в категории «Открытие года» — за роль в картине Ларисы Садиловой «Ничего личного». За эту же роль ей была присуждена премия «Белый слон».
Театральная премия «МК» в номинации «Лучшая женская роль второго плана» (за роль Эры в спектакле «Московский хор», сезон 2019/20).

### Семья
Отец — актёр Александр Кайдановский
Мать — актриса Евгения Симонова
Дядя — писатель и философ Юрий Вяземский
- Первый муж — Максим Славкин
  - Сын Алексей (род. 1999)[4]
- Второй муж — актёр Алексей Захаров[5]
  - Дочь Варвара (род. 2010)[6]
- Третий муж — математик Александр Быков
  - Дочь Софья[7].

## Творчество

### Фильмография
- 1983 — Иона, или Художник за работой (короткометражный)
- 1991 — Феофания, рисующая смерть — Настя, дочь Григория
- 1994 — Аксёнушка
- 2002 — Страстное и сочувственное созерцание (телеспектакль)
- 2003 — Евлампия Романова. Следствие ведёт дилетант (фильм 2-й: «Покер с акулой») — эпизод
- 2004 — Дети Арбата — Вика Марасевич
- 2005 — Богиня прайм-тайма — Ирина, подруга Алины Лавровой
- 2005 — Александр Кайдановский. Трагедия Сталкера (документальный)
- 2006 — Многоточие — Тоня
- 2006 — Знаки любви — Валерия
- 2007 — Ничего личного — Ирина[8]
- 2009 — Иван Грозный — Елена Глинская
- 2009 — Щенок — Вера, мама Алёши
- 2009 — Событие — сестра Любы
- 2010 — Вуаль Анжелины
- 2010 — Дом Солнца — женщина с цветами; переводчица
- 2011 — Александр Кайдановский. Загадки Сталкера (документальный)
- 2012 — Элизиум — Ольга Дмитриева
- 2014 — С чего начинается Родина — Флемминг
- 2015 — Взрослые дочери — Мария
- 2015 — Спринт
- 2015 — Метод — Игнатович
- 2015 — Взрослые дочери — Мария
- 2016 — Склифосовский. Реанимация — Сохина
- 2016 — Перформанс
- 2019 — Скажи правду — Оля, жена Романа
- 2020 — Колл-центр — Галина Алексеевна
- 2021 — Капитан Волконогов бежал — библиотекарь

### Роли в театре
- «Амуры в снегу» (реж. — Е. Гранитова / Театр им. Вл. Маяковского) — Авдотья Потапьевна
- «Развязка Ревизора» (реж. — Е. Гранитова / Театр ГИТИС)
- «Ваня и Крокодил» (реж. — Е. Гранитова / «Московский государственный театр Эстрады»)
- «Прощай, Марлен, здравствуй» (реж. — Г. Шапошников / «Театр Эстрады»)
- «Три высоких женщины» Э. Олби (реж. — С. Голомазов / Театр им. Вл. Маяковского, Театр ГИТИС)
- «Шестеро любимых» (реж. — Е. Гранитова)
- «Жизнь налаживается» (реж. — В. Павлов)
- «Женитьба» Н. В. Гоголя (реж. — С. Арцибашев / Театр им. Вл. Маяковского) — Агафья Тихоновна
- 2012 — «На чемоданах» Ханоха Левина (реж. — Александр Коручеков / Театр им. Вл. Маяковского) — Белла
- 2012 — «Господин Пунтила и его слуга Матти» Бертольта Брехта (реж. — Миндаугас Карбаускис / Театр им. Вл. Маяковского) — Ева
- 2012 —  «Любовь людей» Дмитрия Богославского (реж. — Никита Кобелев / Театр им. Вл. Маяковского) — Настя
- 2013 — «Август: Графство Осейдж» Трейси Леттса (реж. — Гиртс Эцис, доделывал — Миндаугас Карбаускис / Театр им. Вл. Маяковского) — Иви Уэстон
- 2014 — «Бердичев» Фридриха Горенштейна (реж. — Никита Кобелев / Театр им. Вл. Маяковского) — Рузя
- 2014 — «Декалог на Сретенке» Саши Денисовой (реж. — Никита Кобелев / Театр им. Вл. Маяковского)
- 2015 — «Маэстро» Карела Чапека (реж. — Юрий Иоффе / Театр им. Вл. Маяковского) — Карла
- 2019 — «Московский хор» Людмилы Петрушевской (реж. — Никита Кобелев / Театр им. Вл. Маяковского) — Эра
- 2019 — «Снимается кино» Эдварда Радзинского (реж. — Юрий Иоффе / Театр им. Вл. Маяковского) — Ирина Максимовна Кирьянова
- 2020 — «Дикарка» А. Островского и Н. Соловьёва (реж. — Юрий Иоффе / Театр им. Вл. Маяковского) — Марья Петровна
- 2021 — «Как важно быть серьезным» Оскар Уайльд (реж. — Анатолий Шульев / Театр им. Вл. Маяковского) — Мисс Призм
- 2021 — «Новаторы» (документальные истории о людях, создавших компьютер; реж. — Никита Кобелев / Театр им. Вл. Маяковского) — Ада Лавлейс, Рут Лихтерман, Сара Торвальдс